# Улица Анатолия Шкурко
Улица Анатолия Шкурко (до 2024 года — улица Академика Рыбакова) (укр. Вулиця Анатолія Шкурка) — улица в Деснянском районе города Чернигова, исторически сложившаяся местность (район) Певцы. Пролегает от перекрёстка улиц Кольцевая и Курсанта Еськова до тупика южнее авиабазы Чернигов. 
Примыкают улицы Певцы (Ривкина), Спасская, Вострышева (Независимости), Хозяйственная, Новоукраинская, Черниговская, Александровская (Ворошилова).
Данная улица ошибочно называется Авиационная улица на сервисе «Google Maps» и улица Иоаникия Галятовского на сервисе «OpenStreetMap»

## История
Согласно Топографической карте М-36-015, по состоянию местности на 1985 год была проложена дорога к авиабазе без застройки.
Каштановая улица переименована, после вхождения села Певцы в состав города Чернигова, для упорядочивания названий улиц, поскольку в Чернигове уже была улица с данным названием.
Комиссией по упорядочиванию наименований улиц было предложено новое название улица Мазепы — в честь гетмана Войска Запорожского Ивана Степановича Мазепы, данное предложение было отклонено депутатами городского совета. 
30 сентября 2013 года Каштановая улица была переименована на улица Академика Рыбакова — в честь члена Академии наук СССР, Героя Социалистического Труда, Почётного гражданина Чернигова Бориса Александровича Рыбакова, согласно Решению Черниговского городского совета (городской глава А. В. Соколов) 33 сессии 6 созыва «Про переименование улиц города» («Про перейменування вулиць міста»).
С целью проведения политики очищения городского пространства от топонимов, которые возвеличивают, увековечивают, пропагандируют или символизируют Российскую Федерацию и Республику Беларусь, 10 июля 2024 года улица получила современное название — в честь советского и украинского художника, уроженца Черниговщины Анатолия Никифоровича Шкурко, согласно Решению Черниговского городского совета № 41/VIII-7 «Про переименование улиц в городе Чернигове» («Про перейменування вулиць у місті Чернігові»).

## Застройка
Улица пролегает в северо-восточном направлении, затем (перед примыканием Александрвской и Черниговской улиц) делает поворот в северо-западном направлении и в конце угол меняется на северо-восточный. Парная и непарная стороны улицы заняты усадебной застройкой, застроена частично. Начало улицы занимает нежилая застройка (автомобильный кооператив № 27 «Певцы») и усадебная застройка (садово-дачные участки — садовое общество «Родничок»).  Конец улицы (после примыкания Александрвской и Черниговской улиц) занят усадебной застройкой (садово-дачные участки — садовое общество «Полёт»).
Учреждения: нет